# European Film Awards 1990
La 3ª edizione della cerimonia di premiazione dei European Film Awards si è tenuta il 2 dicembre 1990 a Glasgow, Regno Unito.

## Vincitori e candidati
Vengono di seguito indicati in grassetto i vincitori.
Ove ricorrente e disponibile, viene indicato il titolo in lingua italiana e quello in lingua originale tra parentesi.
Miglior film
- Porte aperte, regia di Gianni Amelio ( Italia)
- Cyrano de Bergerac, regia di Jean-Paul Rappeneau ( Francia)
- La madre (Mat), regia di Gleb Panfilov ( Unione Sovietica)
- Przesłuchanie, regia di Ryszard Bugajski ( Polonia)
- Skyddsängeln, regia di Suzanne Osten ( Svezia)
- La fiammiferaia (Tulitikkutehtaan tyttö), regia di Aki Kaurismäki ( Finlandia)
- ¡Ay, Carmela!, regia di Carlos Saura ( Spagna)

Miglior film giovane
- Enrico V (Henry V), regia di Kenneth Branagh ( Regno Unito)
- La bianca colomba (La blanca Paloma), regia di Juan Miñón ( Spagna)
- Turné, regia di Gabriele Salvatores ( Italia)
- Un mondo senza pietà (Un monde sans pitié), regia di Éric Rochant ( Francia)
- Sta' fermo, muori e resuscita (Zamri, oumri, vokresni), regia di Vitali Kanevski ( Unione Sovietica)

Miglior regista
- Kenneth Branagh - Enrico V (Henry V)

Miglior attore
- Kenneth Branagh - Enrico V (Henry V)
- Gérard Depardieu - Cyrano de Bergerac
- Philip Zandén - Skyddsängeln

Miglior attrice
- Carmen Maura - ¡Ay, Carmela!
- Anne Brochet - Cyrano de Bergerac
- Krystyna Janda - Przesłuchanie

Miglior attore non protagonista
- Dmitri Pevtsov - La madre (Mat)
- Björn Kjellman - Skyddsängeln
- Gabino Diego - ¡Ay, Carmela!

Miglior attrice non protagonista
- Malin Ek - Skyddsängeln
- Lena Nylén - Skyddsängeln
- Gunilla Röör - Skyddsängeln

Miglior rivelazione
- Ennio Fantastichini - Porte aperte

Miglior sceneggiatura
- Vitali Kanevski - Sta' fermo, muori e resuscita (Zamri, oumri, vokresni)
- Ryszard Bugajski e Janusz Dymek - Przesłuchanie
- Etienne Glaser, Madeleine Gustafsson e Suzanne Osten - Skyddsängeln

Miglior fotografia
- Tonino Nardi - Porte aperte
- Pierre Lhomme - Cyrano de Bergerac
- Göran Nilsson - Skyddsängeln

Miglior scenografia e costumi
- Ezio Frigerio e Franca Squarciapino - Cyrano de Bergerac
- Jan Roelfs, Ben van Os e Jean-Paul Gaultier - Il cuoco, il ladro, sua moglie e l'amante (The Cook the Thief His Wife & Her Lover)
- Yuri Pashigoryev - Sta' fermo, muori e resuscita (Zamri, oumri, vokresni)

Miglior colonna sonora
- Jean-Claude Petit - Cyrano de Bergerac
- Jürgen Knieper - December Bride
- Jean-Luc Godard - Nouvelle vague

Miglior documentario
- Skersiela, regia di Ivars Seleckis ( Lettonia)

Premio speciale della Giuria
- December Bride, regia di Thaddeus O'Sullivan ( Irlanda)/( Regno Unito)
- Gian Maria Volonté - Porte aperte

Premio speciale della European Cinema Society
- Association of Soviet Filmworkers

Menzione speciale
- Step Across the Border, regia di Nicolas Humbert e Werner Penzel ( Germania)/( Svizzera) (miglior documentario)
- Pavel Nazarov - Sta' fermo, muori e resuscita (Zamri, oumri, vokresni) (scoperta dell'anno)

Premio alla carriera
- Andrzej Wajda